# 辛普森嶺
68°6′S 62°23′E / 68.100°S 62.383°E
辛普森嶺（英語：Simpson Ridge）是南極洲的山嶺，位於麥克羅伯特森地，處於特溫托普山以南1.9公里，屬於弗拉姆山脈的一部分，根據澳大利亞探險隊的測量繪入地圖，現時由南極條約體系管理。